# Municipio de White Oak (condado de Bladen)
El municipio de White Oak (en inglés: White Oak Township) es un municipio ubicado en el  condado de Bladen en el estado estadounidense de Carolina del Norte.

## Geografía
El municipio de White Oak se encuentra ubicado en las coordenadas 34°48′38.12″N 78°43′38.84″O / 34.8105889, -78.7274556.